# 青頭杜父魚
青頭杜父魚，又稱克湖杜父魚，為輻鰭魚綱鮋形目杜父魚亞目杜父魚科的其中一種。僅分布於美國奧勒岡州克拉瑪斯河上游流域，為底棲性魚類，體長可達7公分。

## 扩展阅读
維基物種上的相關：克湖杜父魚